# Cirrhipathes anguina
Cirrhipathes anguina är en korallart som beskrevs av James Dwight Dana 1846. Cirrhipathes anguina ingår i släktet Cirrhipathes och familjen Antipathidae. Inga underarter finns listade i Catalogue of Life.